# Алевити
Алевитите, наричани също алевии, къзълбаши или алиани(от арабски език али-илях - Бог Али), са шиитска секта - ислямско религиозно течение, представено в Турция, Балканите, Близкия изток (Сирия и Ирак), малки групи в Северозападен Иран.
Макар че се смятат за мюсюлмани, алевиите са обособена етноконфесионална общност, на която се  гледа от сунитите като на хетеродоксна и еретична поради култа им към Али ибн Абу Талиб и семейството му и особените им обичаи и ритуали. В някои отношения алевиите са по-близки до шиитите, но сравнително изолираното им съществуване в продължение на векове ги е обособило от основните шиитски общности. Алевиите са близки със сектата на алауитите, в Сирия, като термините имат общ произход от арабски език - ахл-ал хак - хора на божествената истина.
Алевиите са затворена общност и усърдно крият ритуалите си. Знае се, че са мистици и вярват в личното общуване с Бог чрез състояние, близко до транс, не използват традиционната ритуалност на исляма, а почитат гробници на алевийски светци (тюрбета) с курбани, дарове, свещи, вино и ракия, музика и танци. Жените се смятат за равностойни с мъжете – участват задължително в ритуалите, не носят фередже и шалвари (поне до неотдавна). Алевиите не посещават джамии и медресетата, защото в тях се преподава ортодоксалният сунитски ислям, а и защото на входа на джамия в Кербала в Ирак е бил убит от армията на Язид I, един от техните най-почитани светци, Хусейн ибн Али, внук на пророка Мохамед и син на имам Али и Фатима. Като следствие на това, те са се образовали само в рамките на общността си, и това е довело до съхраняването на вярата и обредността им през вековете.
Алевийската теология е силно повлияна от хуманизма и универсализма. Основни верови принципи на алевиите са:
- любов и уважение към всички хора („Най-важното нещо не е религията, а да бъдеш човек“);
- толерантност към другите религиозни и етнически групи („Ако си наранил другиго, никаква полза няма от ритуалните ти молитви“);
- уважение към труда („Най-големият израз на вярата е да се работи“).

## Произход
За произхода на алевиите има различни спорни хипотези, произтичащи от факта, че навсякъде алевиите споделят някои вярвания, обреди и обичаи с тези на местното, или древното местно население.

### Къзълбаши
Къзълбашите (червеноглави) са етническа група, която съставлява основната част от общността на алевиите в Турция и България. Произходът на названието им се свързва с обичая да поставят в чалмите си дванадесет  червени ленти в почит на 12-те шиитски имами. Паленето на ритуални свещи се счита за зороастрийска следа в техните традиции. Броят на алевиите в тези две страни е съответно около 15 милиона души (80-те години на 20 век) и около 53 хиляди души (2001). Къзълбаши се наричат и общностите от иранизирани туркмени, които се заселват в някои градове в Афганистан през 18 век.

### Бекташи
Бекташите са една от групите алевии, свързани със суфи-дервишите (проповедници), обединени в религиозен орден, появили се на Балканите през 15 век. Орденът е приет официално от османската държава, за да поддържа духа на османските войски и да помага за интегрирането на новозавоюваните народи в империята. Орденът на бекташите се занимава с възпитанието на младежите в еничарския корпус, което може да даде обяснение за някои християнски елементи във вярата и обредността на алевиите. След разпускане на еничарския корпус през 19 век и избиване на голяма част от еничарите и бекташите-дервиши, оцелелите са се заселвали в близост до къзълбаши, поради сходните им вярвания и ритуали. Най-значителен брой бекташи се преселват в Албания.

### Хипотези за произхода на алевиите в България
Първото изследване, правещо опит да изясни произхода на къзълбашите в България, е издадената през 1914 година „Народна вяра и религиозни народни обичаи“ на Димитър Маринов. Основавайки се на някои сходства в обичаите на къзълбашите и съседното българско население, Маринов стига до извода, че те са потомци на насилствено ислямизирани богомили. Подобни хипотези, разглеждащи алевиите като произлезли от приели исляма българи или дори прабългари, имат привърженици и в наши дни.
Според преобладаващото днес мнение, поддържано от изследователи като Страшимир Димитров и Любомир Миков, основната част от алевиите са потомци на шиитско население, насилствено преселено в източните части на Балканския полуостров. Основание за тази хипотеза дават многобройните първични източници за насилствено преселване на шиити от Мала Азия, както и за значително присъствие на шиитско население още в началото на 16 век. Аргумент срещу насилственото или доброволно приемане на шиизма от местни християни е и враждебното отношение на османските власти към шиитите през този период. Затвореността и ендогамията на общините при къзълбашите, основната част от българските алевии, също не подкрепя хипотезата за ислямизиране на християнско население.

## Географско разпределение

### Алевиите в Турция
Алевиите са най-голямото религиозно малцинство в Турция и според различни данни наброяват от 12 до 25 милиона души. Алевиите в Турция през 1915 г. спасяват арменци, а през 30-те и 50-те години на 20 век те самите преживяват малък геноцид. Въстанието Кочкири в Дерсим през 1920 г. е ръководено от местния къзълбашки елит и е жестоко потушено от турските власти. През 1937 г., под предлог, че в същия град уж има въстание, турците обкръжават града и убиват много арменци алевии, а други пращат в заточение. Фанатизирани турски ислямисти през 1993 г. изгарят живи най-видните им интелектуалци, събрани на един форум в гр. Сивас. В началото на юли 2007 алевиите в Истанбул и гр. Сивас излязоха по улиците за да отбележат 14 г. от гибелта на интелектуалците си.

### Алевиите в България
По данни от проучване на И. Меликоф от 1985 година, броят на алевиите в България е около 90 – 100 хиляди души. При официалното преброяване от 1992 година като шиити се самоопределят 83 537 души, а при преброяването от 2001 година – 53 021 души. Те са разпръснати в различни части на Източна България – Източните Родопи, Лудогорието, Добруджа, Герлово, Сливенско, Казанлъшко, Хасковско.

## Обществена структура
Целият живот на алевиите в миналото протича в границите на общината (cem), която е построена на родова и религиозна основа. Всеки неин член се нарича талиб (talip). Алианите се отнасят един към друг като „братя“ (talip kardeşler).

## Вярвания
Алианите са шиити, чийто социален строй през XII–XIII век е повлиян от организацията на суфийските ордени на бекташите. Преселени са в българските земи през 30-те години на XVI век.
Верската система на алианите в България смесва тюркски, ислямски, дуалистични (манихейство) и християнски характеристики (несторианство). Основната доминанта в нея е магията. Божии имена като Танръ (Аллах) и персонажи като Жълтия бивол или Господарката на черния вятър разкриват древен тюркски езически субстрат.
Алевиите при контактите си с християни отбелязват, че разликата между тях и християните е „толкова тънка колкото вътрешната ципа на лука“.

## Ритуали
За разлика от сунитското мнозинство, алианите не спазват поста Рамазан и пият алкохол, който е забранен от Корана. Алевиите не строят и не посещават джамии. Това отрицателно отношение към тези култови сгради се дължи на факта, че обожаваният от тях Али е нападнат от хадриджита Ибн Мулджам на 19 януари 661 г. при входа на джамията в Куфа. Той умира след два дни, а неговите сподвижници честват ежегодно събитието на десетия ден от месец мухарам - Ащура.
Алевийската обредна система се подчинява на аграрния цикъл и включва много празници като Кьофюр и Хъдрелез, Пеперуда (за дъжд), Илинден, Ашуре (пост, различен от Рамазана), Харман тавъ (благодарност за реколтата), Саяджи (за плодовитост и здраве на добитъка), Кърклар или Невруз (в чест на 40-те шиитски апостоли), Тодоровден. Някои от тези празници запазват не само християнското име и дата на провеждане, но и езическата семантика, възприета и от християните. Те са свързани с травестия (ритуално преобличане) и смяна на идентичността (маскиране) допреди няколко десетилетия. В днешни дни не е останало нищо от този ритуал, а само слухове сред неалианите. В други празници е вложено чисто шиитско съдържание.
Членовете на джема имат специфични задължения. „Пабъчъ“ подрежда обувките на членовете по време на сбирката. „Атешчи“ запалва и поддържа огъня в стаята. „Сака“ доставя водата за готвене и пиене. „Гьозчи“ са наблюдатели, които предупреждават за външни хора и предотвратяват неприятности по време на сбирката. „Хадъм“ приготвят и поднасят ястията и напитките. „Саки-и баба“ налива ракията. „Кьоше ихтиярларъ“ са възрастните почетни членове, които не изпълняват никакви задължения, но образуват съвет. Един от тях е „тарикчи“, който носи свещената дюлева пръчка – символ на сабята на Али. Изкусен музикант, наречен „закир“, започва религиозните песни „нефес“ и танца „сема“.
Алевиите могат да станат членове на джема (tarikat). След като сключат брак, станат побратими (kafadar) и минат през обреда „тарик“ – ритуален бой с пръчка (боят с пръчка не е характерен за къзълбашите в Източните Родопи). Джемът се възглавява от бабà – уважаван от всички и грамотен мъж, чийто мандат е пожизнен и не се унаследява. Изборът на баба е на демократичен принцип, избира се от активните членове на джема. Без разрешението на бабàта не се провеждат семейни празници, не се строи къща, не се напуска селото. Това условие е нужно не за да упражни той деспотизма си, а за да може джемът да помогне на семейството. На свой ред всички членове помагат на бабàта в земеделската дейност.
Обред, наречен „тариктен гечирме“ (tarikten geçirme), се извършва дори върху покойници за очистване на тялото и душата от грехове. На него присъстват само активните членове на джема. На мъртвец се полагат 5 тарика.
Девойките и ергените имат отделни джемове, като новоприетите трябва да минат през различни изпитания (инициация), като бой с дъска (също не е характерна за региона на Източните Родопи), издържане на безсъние и др. Организират състезания по борба, драматизации на сценки, надпявания.
Побратимяване (kafadar dügünü) се извършва между две семейства на младоженци, които се уважават. Те избират един свой роднина за духовен наставник (mürşit). Той ги обучава на необходимите молитви, начина на провеждане на ритуала и характера на техните бъдещи взаимоотношения. Двете семейства никога не трябва да се карат и връзката им трябва да е по-силна от роднинската. Обредът представлява духовна „сватба“ и се извършва в четвъртък срещу петък (свещения ден за мюсюлманите) или в неделя срещу понеделник (начало на седмицата като добра поличба). След поклони пред бабàта четиримата лягат на земята и той ги минава през „тарика“, като движи дюлевата пръчка по три пъти от главата до петите им (това е алюзия за боя, прилаган в миналото). Пие се вино. На следващия ден празненството продължава с раздаване на дарове, пиене на ракия, четения на свещени текстове, песни и танци.
Всички ритуали, описани по-горе, са изчезнали до голяма степен под влиянието на демокрацията, модернизма и капитализма отчасти. В днешни дни алевийските села са модерни български села, в които се извършват ритуали на махали, но те не са това, което са били преди 70 години. Всичко е прозрачно и може да се види. Алевиите са отворена общност, живееща наравно с всички християни и други малцинства.

## Свещени места
Гробницата „Демир баба теке“ в археологическия резерват „Сборяново“, Исперихско, построена върху основите на старо тракийско светилище и християнски манастир, е едно от най-почитаните свещени места от алевиите и от други ислямски секти, както и от българи християни. Вярва се, че в нея е погребан Демир баба (Тимур баба, Кара Демир, Демир пехливан, Тимур ата, Демир ага) – известен дервиш, живял през XVI век в земите на днешна Североизточна България.
В Кърджалийско – Хъзър баба в с. Горна крепост, Саран баба в с. Болярци, Ибрахим баба в с. Чифлик, Сюрмели баджъ (женско) и Каиб баба в с. Звезделина. Хасан баба и Къз баджъ (женско, от малкото открити тюрбета) и двете в с. Бащино. Али баба гр. Кърджали в двора на градската джамия. Налбант баба и Ибрахим баба с. Равен. Елмалъ баба с. Биволяне. И тюрбето в с. Оброчище, общ. Балчик, Ак-Язълъ Баба. Култово място за поклонение на алевийската общност е и тюрбето на Отман баба – Хасковско и гробът на Теке баба в русенското село Ботров. В с. Крумово, област Варна са тюрбетата на Сачлъ баба и Кочлу баба.